# Stowey Castle

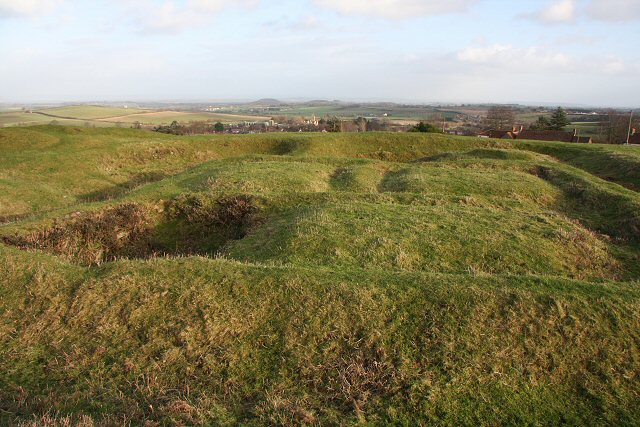
Die Überreste von Stowey Castle

Stowey Castle (oder Nether Stowey Castle, lokal auch The Mount) ist eine abgegangene Burg im Dorf Nether Stowey in den Quantock Hills in der englischen Grafschaft Somerset. Die Überreste der normannischen Motte gelten als Scheduled Monument.

## Beschreibung

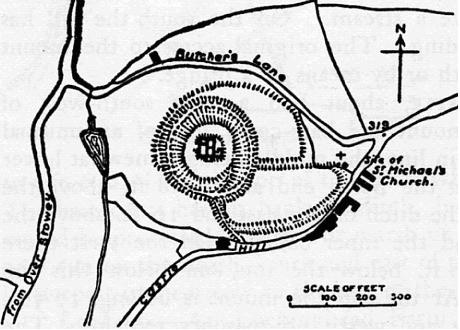
Karte des Burggeländes

Die Burg lag auf einem kleinen, isolierten Hügel aus Leighland Slates (Schiefer) aus dem Devon, etwa 119 Meter hoch. Sie bestand aus einem Donjon mit quadratischem Grundriss (entweder ganz aus Stein oder mit Holzaufbau, aber steinernem Fundament) und seinen Verteidigungsanlagen, sowie einer Kernburg und einer Vorburg. Der Mound erhebt sich bis auf 9 Meter Höhe über dem 2 Meter breiten Graben, der seinerseits 2 Meter tief ist. Er ist oben flach. In der Mitte befinden sich 10 Meter × 10 Meter große Fundamente mit inneren Unterteilungen.

## Geschichte
Alfred von Spanien ist der normannische Herr von Stowey, der im Domesday Book aufgeführt ist. Der Bau der Burg wird üblicherweise entweder ihm selbst oder seiner Tochter Isabel zugeschrieben. Die erste urkundliche Erwähnung von Stowey Castle ist in einer Charta von 1154.
Oben auf dem Mound wurden im 19. Jahrhundert Ausgrabungen von Amateuren durchgeführt, aber man findet keine Aufzeichnungen über irgendwelche Fundstücke. Die Haufen auf dem Mound sind Bergehalden dieser Ausgrabungen, die durchgeführt wurden, um die Fundamente des Donjons freizulegen. Es könnte aber auch sein, dass es sich um Überreste von Türmen handelt. Die Fundamente aus blauem Liasschutt sind die einzigen sichtbaren strukturellen Überreste der Burg, die auf dem konischen Mound stand und von einem Graben von etwa 250 Meter Umfang umgeben war.
Die Burg wurde im 15. Jahrhundert zerstört, möglicherweise als Strafe für den örtlichen Baron Audley, der an dem zweiten cornischen Aufstand von 1497 unter der Führung von Perkin Warbeck beteiligt war. Einige der Bausteine wurden zum Bau des Stowey Court im Dorf verwendet.